# Chignole

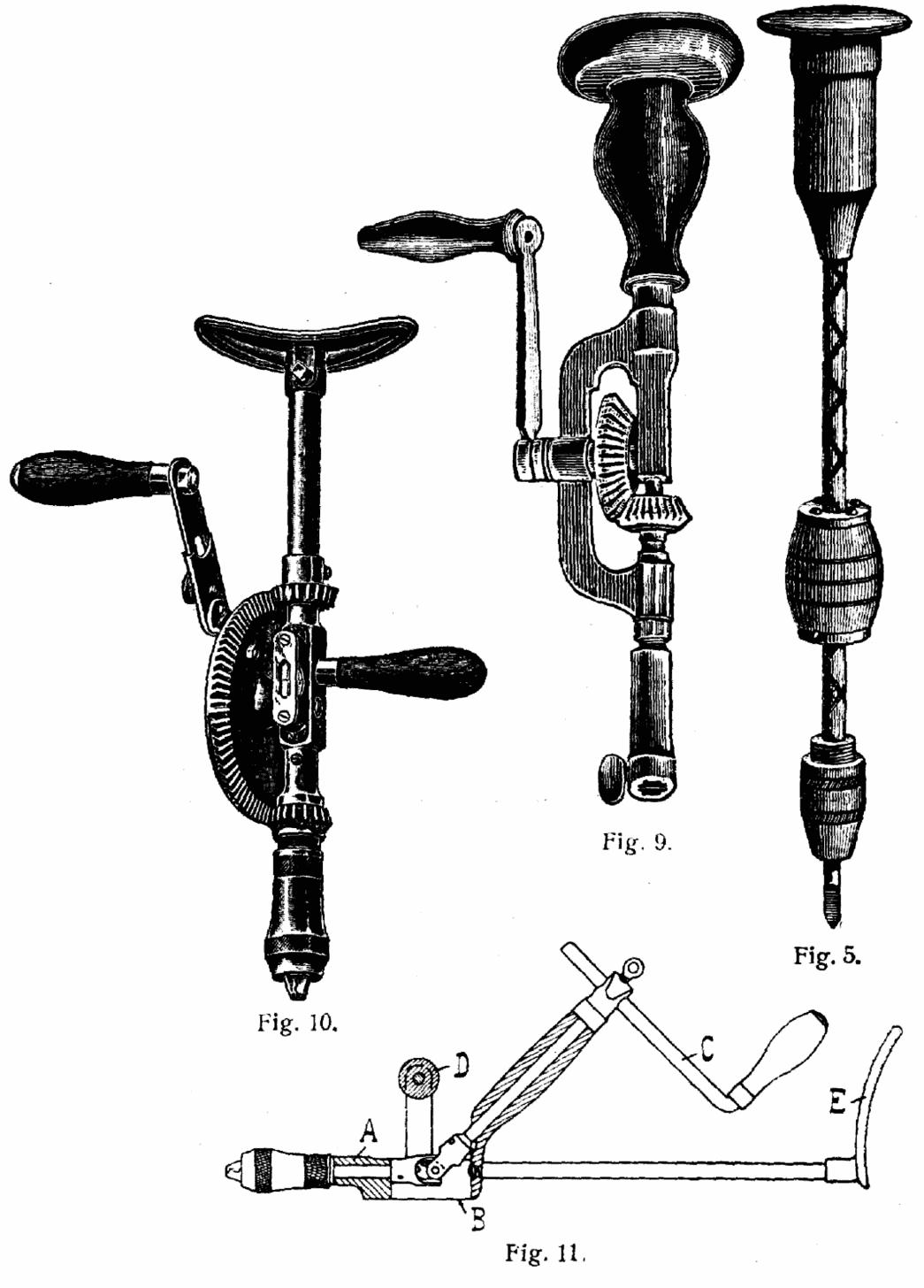
En haut, de gauche à droite : deux chignoles à manivelle et une drille ; l'outil du bas est une chignole à manivelle à renvoi d'angle.

Une chignole, ou perceuse, est un outil utilisé pour faire des trous dans des matériaux divers : ciment, bois, métaux, etc. De nos jours, le mot « chignole » fait référence à la version manuelle, celui de « perceuse » désignant la version électrique.

## Étymologie
Forme normanno-picarde correspondant à l'ancien français ceoingnole « trébuchet pour prendre les animaux » (Renart, éd. M. Roques, 8, 7638) attesté vers 1190, le sens attesté en 1410 est plus spécifiquement celui de « dévidoir » (St. de la drap. de Chauny ds Gdf.). Il est issu d'un bas latin *ciconiola (non attesté) forme diminutive du latin ciconia « cigogne », terme désignant chez Columelle un instrument servant à mesurer la profondeur d'un sillon (TLL s.v., 1051, 67), et chez Isidore de Séville la bascule d'un puits (ibid., 1051, 69), le cou de la cigogne suggérant la forme d'une tige, d'une manivelle (cf. les emplois techniques de cigogne).

## Types de chignoles

### Drille

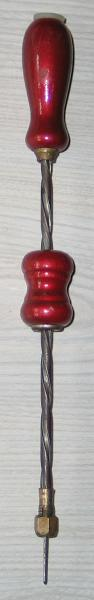
Chignole de type drille.

La drille transforme un mouvement de va-et-vient linéaire en un mouvement de rotation, grâce à la vis sans fin et à la navette. Un mandrin porte forets est fixé à une extrémité de la vis sans fin, à l'autre extrémité la tête permet d'appliquer une force manuelle sur l'outil.
La chignole manuelle s'utilise en faisant aller et venir la navette (partie mobile) avec une main et, en appuyant sur la tête de la chignole avec une autre main.

### Vilebrequin

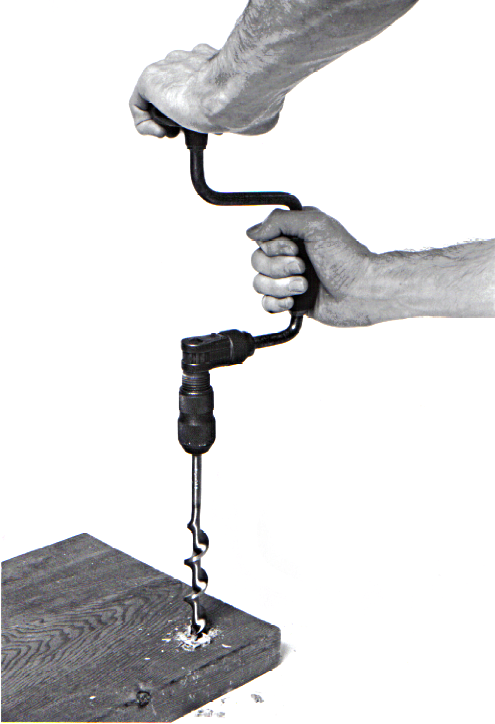
Utilisation d'une chignole à vilebrequin.

Un vilebrequin est un outil utilisant la force manuelle pour percer des trous dans les matériaux (principalement le bois). Cet outil est muni d'un mandrin où l'on fixe une mèche, un foret, une fraise ou un tournevis adapté au matériau à percer et à la largeur du trou à forer.
Les premiers modèles de vilebrequin avaient un mandrin qui comportait soit une empreinte cylindrique, soit une empreinte carrée qui recevait une mèche à bois dont la queue a la même forme. Une vis à oreille assurait le maintien.
Il suffit d'appliquer la mèche sur le matériau à l'endroit désiré, d'appuyer sur la tête à l'autre extrémité de l'outil et de tourner la manivelle.
Cet outil était très utilisé par les charpentiers, les menuisiers et les ébénistes. Depuis, il a été remplacé par les perceuses électriques. Il n'est plus que rarement utilisé.

### Chignole à manivelle
La chignole à manivelle permet de déployer un couple plus important grâce à un bras de levier, et d'éviter un mouvement alterné du foret. Le mouvement de rotation de la manivelle est dévié à angle droit et démultiplié par engrenage (il y en a souvent deux, que l'on sélectionne en déplaçant l'axe de la manivelle, ce qui permet de choisir sa vitesse et sa force). Le mandrin et la tête pour appliquer une pression sont semblables.
Une des deux mains tient la poignée, alors que l'autre exerce le mouvement de rotation en faisant tourner la manivelle.

## Galerie d'images

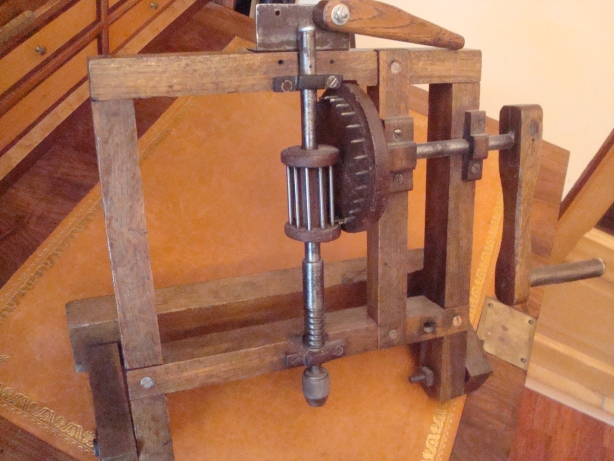
Perceuse artisanale.
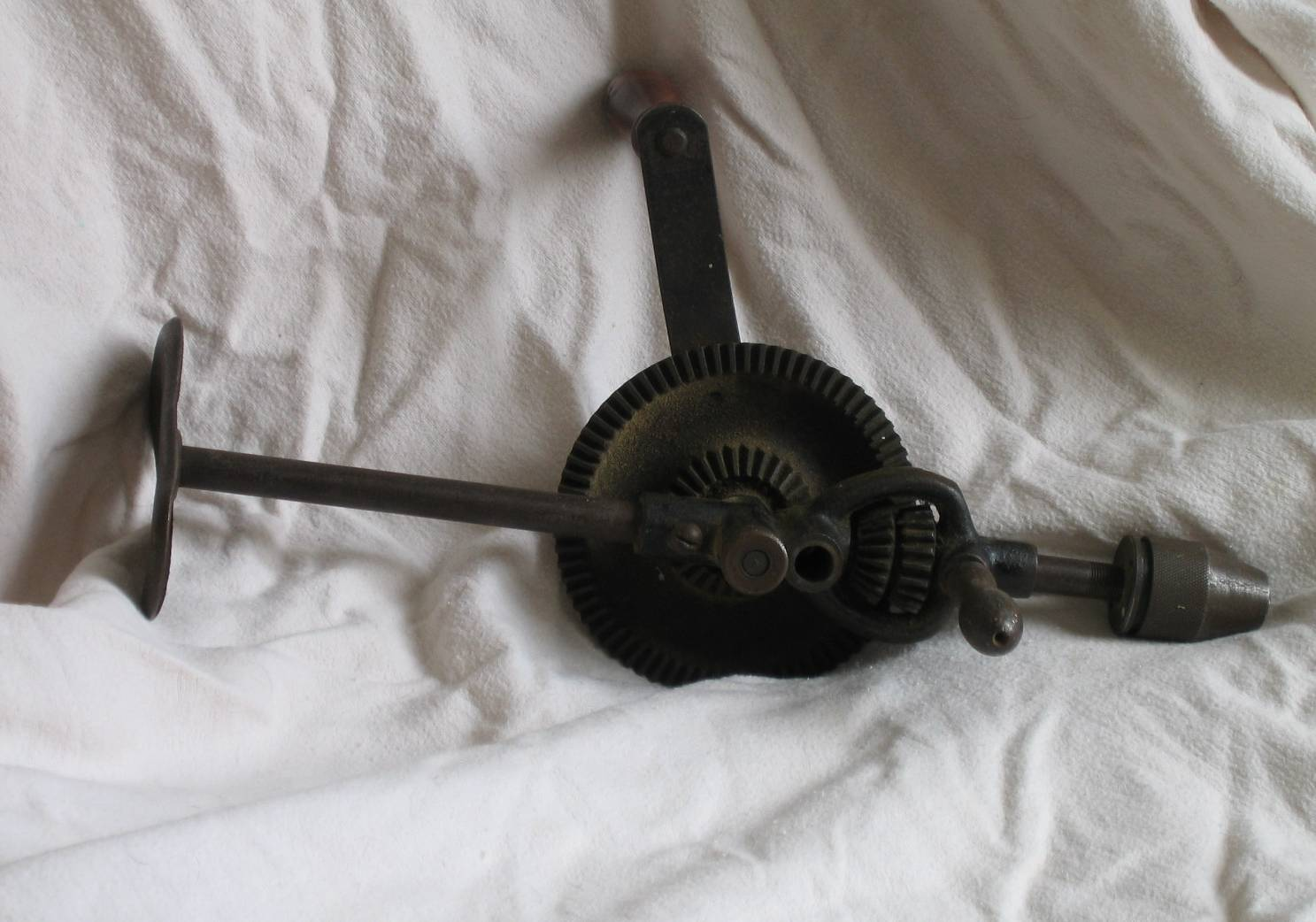
Chignole à manivelle.
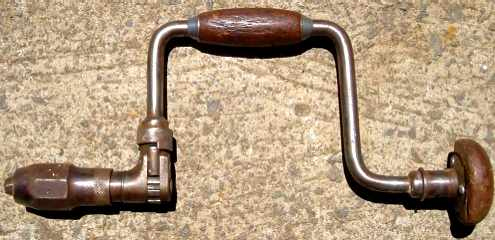
Chignole à vilebrequin.
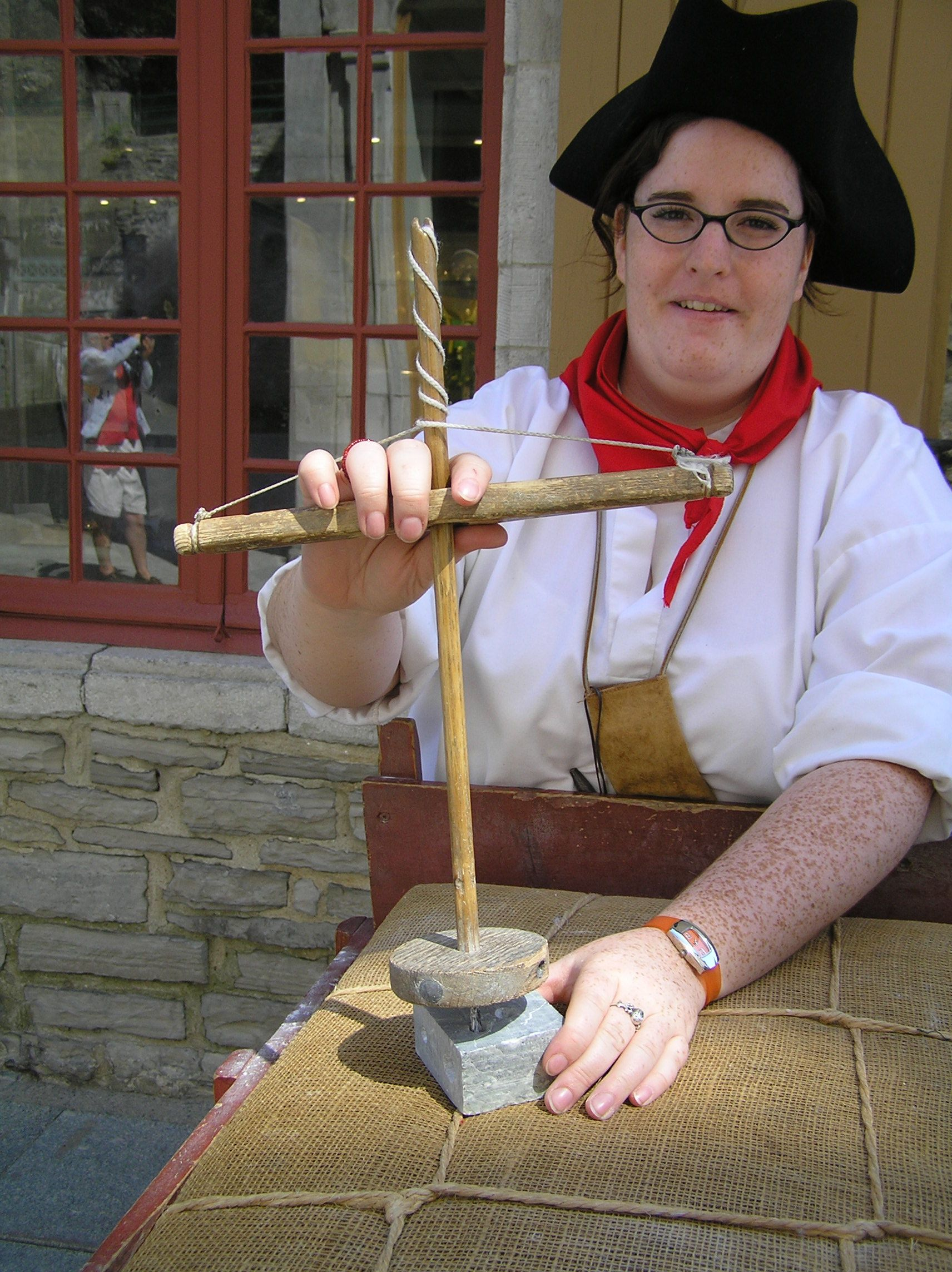
Perceuse à ficelle.
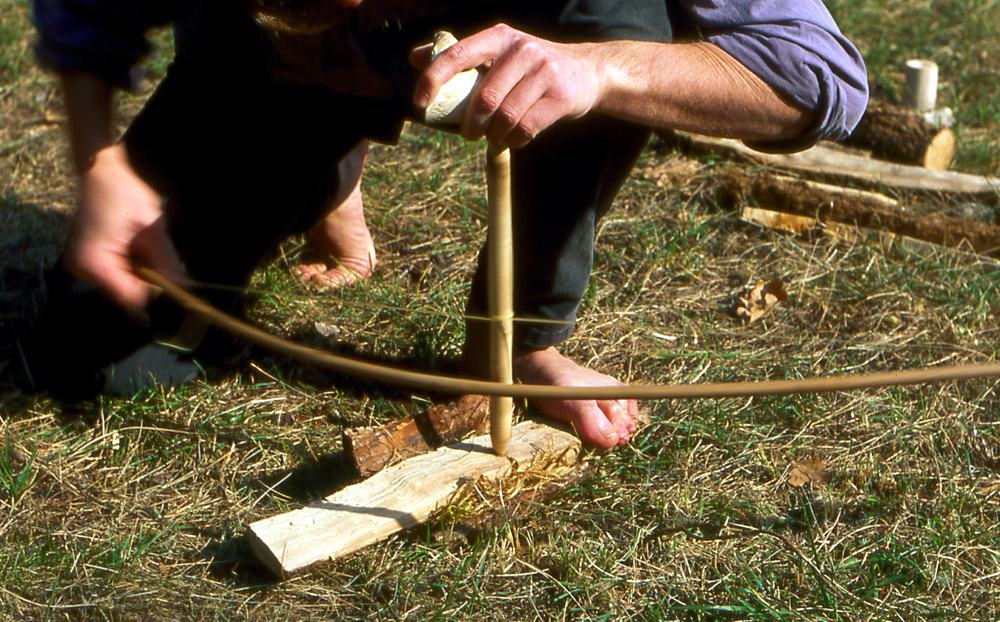
Chignole pour percer ou allumer du feu.

### Linguistique
- Familièrement, une chignole désigne de façon péjorative tout outil dont une partie est rotative : perceuse, motocyclette, automobile, etc. ;
- Chignole désigne aussi la lame de bois du dévidoir de passementier (bobinage du textile)
- Chignole est aussi le nom lyonnais de guignol (origine précise inconnue).